# Bièvre (affluent du Beuvron)
Pour les articles homonymes, voir Bièvre.
La Bièvre est un cours d'eau du département de Loir-et-Cher, en région Centre-Val de Loire, et un affluent du Beuvron, donc un sous-affluent de la Loire.

## Géographie
De 23,6 km de longueur, elle prend sa source à Contres et arrose Fougères-sur-Bièvre.

### Communes et cantons traversés
Dans le seul département de Loir-et-Cher, la Bièvre traverse les sept communes suivantes, de l'amont vers l'aval, de Contres (source), Fresnes, Feings, Fougères-sur-Bièvre, Ouchamps, Monthou-sur-Bièvre, Les Montils (confluence).
Soit en termes de cantons, la Bièvre prend source dans le canton de Montrichard, conflue dans le canton de Blois-3, le tout dans l'arrondissement de Blois.

### Bassin versant
La Bièvre traverse une seule zone hydrographique Le Beuvron du Conon (NC) au Cosson (NC) (K469) de 1 419 km2 de superficie.

## Affluents
La Bièvre a huit tronçons affluents référencés dont au moins deux bras :
Donc son rang de Strahler est de deux.